# 상하이 휠록 스퀘어
상하이 휠록 스퀘어(Shanghai Wheelock Square)는 중화인민공화국 상하이시 징안 구에 위치한 초고층 빌딩이다. 2002년 착공하여 2009년 완공하였다. 지상 58층, 298m로 상하이의 대표적인 고급 오피스 타워의 역할을 맡고 있다.

상하이 지하철 2호선과 7호선이 만나는 징안사 전철역 인근에 위치하고 있다.

## 같이 보기
- 세계의 마천루 목록
- 아시아의 마천루 목록
- 중화인민공화국의 마천루 목록